# PFK CSKA Sofia
CSKA Sofia (bulharsky ПФК ЦСКА София) je bulharský fotbalový klub založený 5. května 1948. S tímto názvem vystupuje od sezóny 1988/89. Je nejúspěšnějším týmem Bulharska. Byl mistrem ligy 31krát, v letech 1954 až 1962 9krát za sebou.
Klub býval armádním klubem.
V druhé polovině 80. let a na začátku 90. let 20. století v CSKA zahájilo svoji kariéru mnoho hráčů, kteří s bulharskou reprezentaci dosáhli 4. místa na MS v roce 1994 (Christo Stoičkov, Trifon Ivanov, Jordan Lečkov, Emil Kostadinov). Trenérem reprezentace byl tehdy Dimitar Penev, který hrál za CSKA třináct let, a jako manažer pracoval v klubu celkem dvakrát (v letech 1985-90 a 1998-99). V tomto období CSKA získalo třikrát mistrovský titul.
V létě 2013 vyhlásil klub krach a kvůli dluhům odstoupil z Evropské ligy UEFA pro sezonu 2013/14. Noví vlastníci klubu, mezi nimiž jsou i legendy CSKA, slíbili fotbalovému svazu transparentnější financování a umoření dluhů, svaz přesto CSKA před sezonou 2015/16 přeřadil z nejvyšší bulharské soutěže až do III. ligy.

## Úspěchy

### Bulharsko
- vítěz A Grupy (celkem 31): 1948,1951, 1952, 1954, 1955, 1956, 1957, 1958, 1958–59, 1959–60, 1960–61, 1961–62, 1965–66, 1968–69, 1970–71, 1971–72, 1972–73, 1974–75, 1975–76, 1979–80, 1980–81, 1981–82, 1982–83, 1986–87, 1988–89, 1989–90, 1991–92, 1996–97, 2002–03, 2004–05, 2007–08
- vítěz bulharského fotbalového poháru: 1981, 1983, 1985, 1987, 1988, 1989, 1993, 1997, 1999, 2006, 2011, 2016
- vítěz Poháru Rudé Armády: 1951, 1954, 1955, 1961, 1965, 1969, 1972, 1973, 1974, 1985, 1986, 1989, 1990
- vítěz bulharského Superpoháru: 1989, 2006, 2008

### Výsledky v evropských pohárech
- semifinále Poháru mistrů evropských zemí: 1966/67, 1981/82
- čtvrtfinále Poháru mistrů evropských zemí: 1956/57, 1973/74, 1980/81, 1989/90
- semifinále Poháru vítězů pohárů: 1988/89
- 2. kolo Poháru UEFA: 1984/85, 1991/92, 1998/99, 2001/02
- skupinová fáze Poháru UEFA / Evropské ligy: 2005/06, 2009/10, 2010/11

Nejvyšší vítězství v evropských turnajích:
- Pohár mistrů evropských zemí – 8:1 v sezóně 1956/57 (proti Dinamo Bukurešť)
- Pohár UEFA – 8:0 v sezóně 2000/01 (proti FC Constructorul)
- Pohár vítězů pohárů – 9:0 v sezóně 1970/71 (proti FC Haka)

## Významní hráči
- Ivan Kolev (1950–1967)
- Dimitar Penev (1964–1977)
- Christo Stoičkov (1984–1990, 1998)